# Ferrocarril del Cáucaso Norte

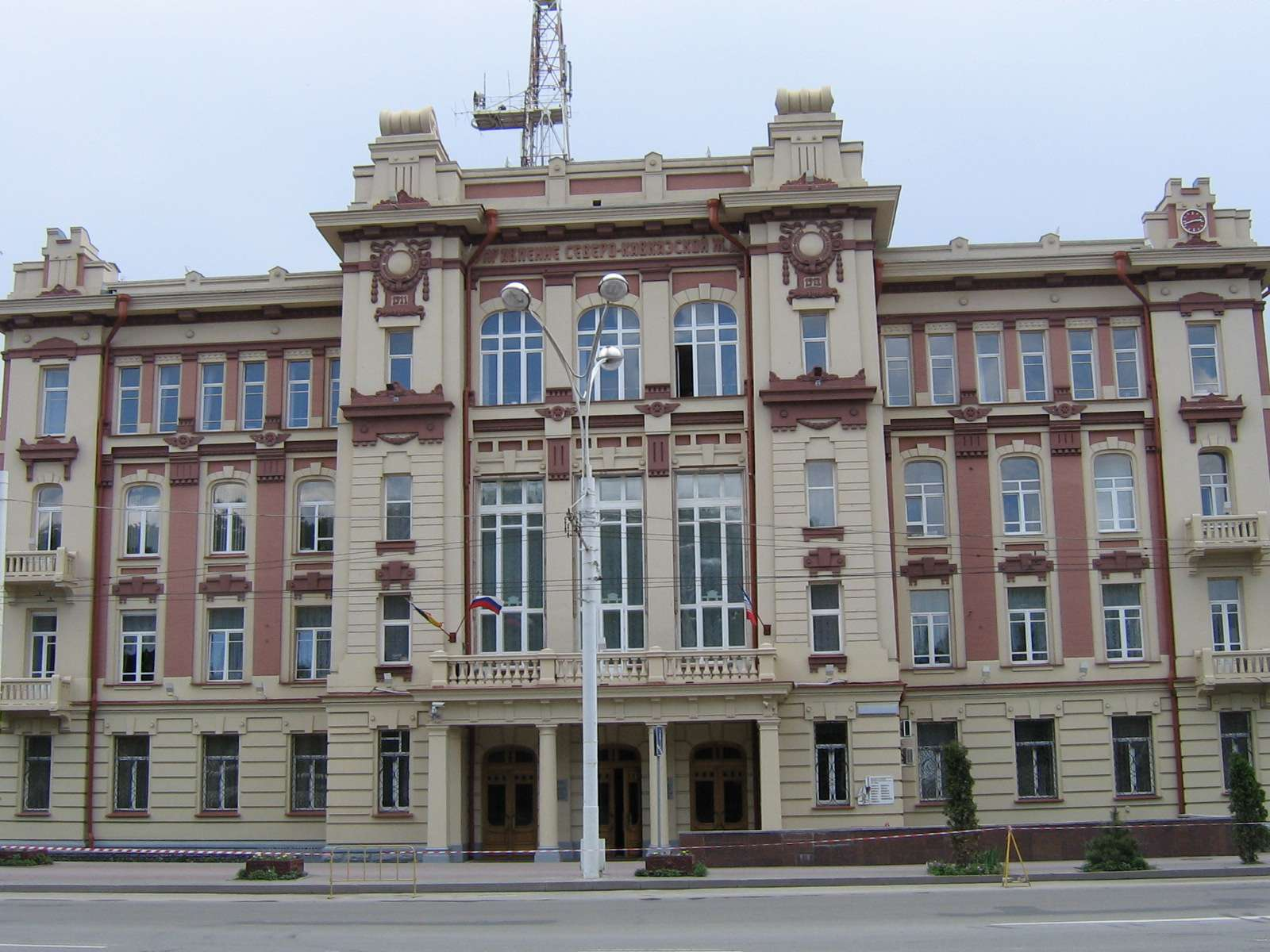
Sede del ferrocarril en Rostov del Don.

El ferrocarril del Cáucaso Norte (en ruso: Се́веро-Кавка́зская желе́зная доро́га, tr.: Sévero-Kavkázkaya zheléznaya doroga) es una línea de ferrocarril de Rusia, en el Cáucaso Norte que une el mar de Azov, en el mar Negro, y el mar Caspio. En su recorrido atraviesa los siguientes sujetos federales de Rusia: Óblast de Rostov, krai de Stávropol, krai de Krasnodar. república de Adiguesia, república de Kabardino-Balkaria, república de Karacháevo-Cherkesia, república de Osetia del Norte - Alania, república de Ingusetia, república de Chechenia, república de Daguestán y república de Kalmukia. Tiene su sede en Rostov del Don.
La red comprende los ramales de pasajeros y mercancías de Grozni, Mineralnye Vody, Majachkalá, Krasnodar y Rostov, además de dos "Trenes de los niños" (Детские железные дороги, Detskie zheleznye dorogi) en Vladikavkaz y Rostov. En 2005 contaba con 6.315,9 km de línea y 403 estaciones (281 de mercancías). Está a cargo de los Ferrocarriles de Rusia y emplea a 60.757 trabajadores.
Los principales destinos de pasajeros del ferrocarril son los centros vacacionales de Sochi, Gelendzhik, Yeisk y Anapa y los balnearios de Goriachi Kliuch y Kislovodsk. La línea de Sochi, a lo largo de la costa del mar Negro, es especialmente usada, con convoyes especiales para los viajeros. En cuanto al transporte de mercancías las principales estaciones son los puertos petroleros de Novorossisk y Tuapsé.
En 2007 transportó a 38 millones de pasajeros en larga distancia y otros tantos en tránsitos locales, acarreando asimismo 80 millones de toneladas de mercancías.

## Historia
Línea de tiempo de su construcción desde 1861. Fue el primer ferrocarril del Cáucaso Norte.
| Año de construcción | Tramo                                 |
| ------------------- | ------------------------------------- |
| 1861                | Shájtnaya - Aksái                     |
| 1871                | Zvérevo - Shájtnaya                   |
| 1872                | Rostov del Don - Vladikavkaz          |
| 1875                | Aksái - Rostov del Don                |
| 1901                | Kavkázskaya - Krasnodar               |
| 1911                | Bataisk - Azov                        |
| 1911                | Sosyka - Yeisk                        |
| 1911                | Armavir - Maikop                      |
| 1912                | Beloréchenskaya - Tuapsé              |
| 1914                | Krasnodar - Ajtari                    |
| 1915                | Bataisk - Salsk                       |
| 1915                | Projládnaya - Gudermés                |
| 1916                | Palagiada - Vinodélnoye               |
| 1923                | Tuapsé - Sochi                        |
| 1927                | Sochi - Matsesta - Ádler              |
| 1928                | Petróvskoye Selo - Blagodarnoye       |
| 1931                | Vinodélnoye - Dívnoye                 |
| 1931                | Rostov del Don - Japry                |
| 1931                | Kolsomólskaya - Neftegorsk            |
| 1931                | Maikop - Jadzhoj                      |
| 1940                | Labínskaya - Shedok                   |
| 1942                | Gudermés - Astracán                   |
| 1942                | Ádler - Sujumi                        |
| 1944                | Krymskaya - Starotítarovka            |
| 1969                | Dívnoye - Elistá                      |
| 1971                | Zvérevo - Krasnodónskaya              |
| 1977                | Anapa - Yurovski                      |
| 1978                | Krasnodar - Tuapsé                    |
| 1987                | Blagodarnoye - Budiónnovsk            |
| 1989                | Peschanokopskaya - Krasnogvardéiskoye |

En 1937 el ferrocarril del Cáucaso Norte fue renombrado con el nombre del líder soviético Sergó Ordzhonikidze pero pronto sería devuelto a su nombre original. A finales de la década de 1950, la mayor parte de la línea fue electrificada.